# Cornelis Bega

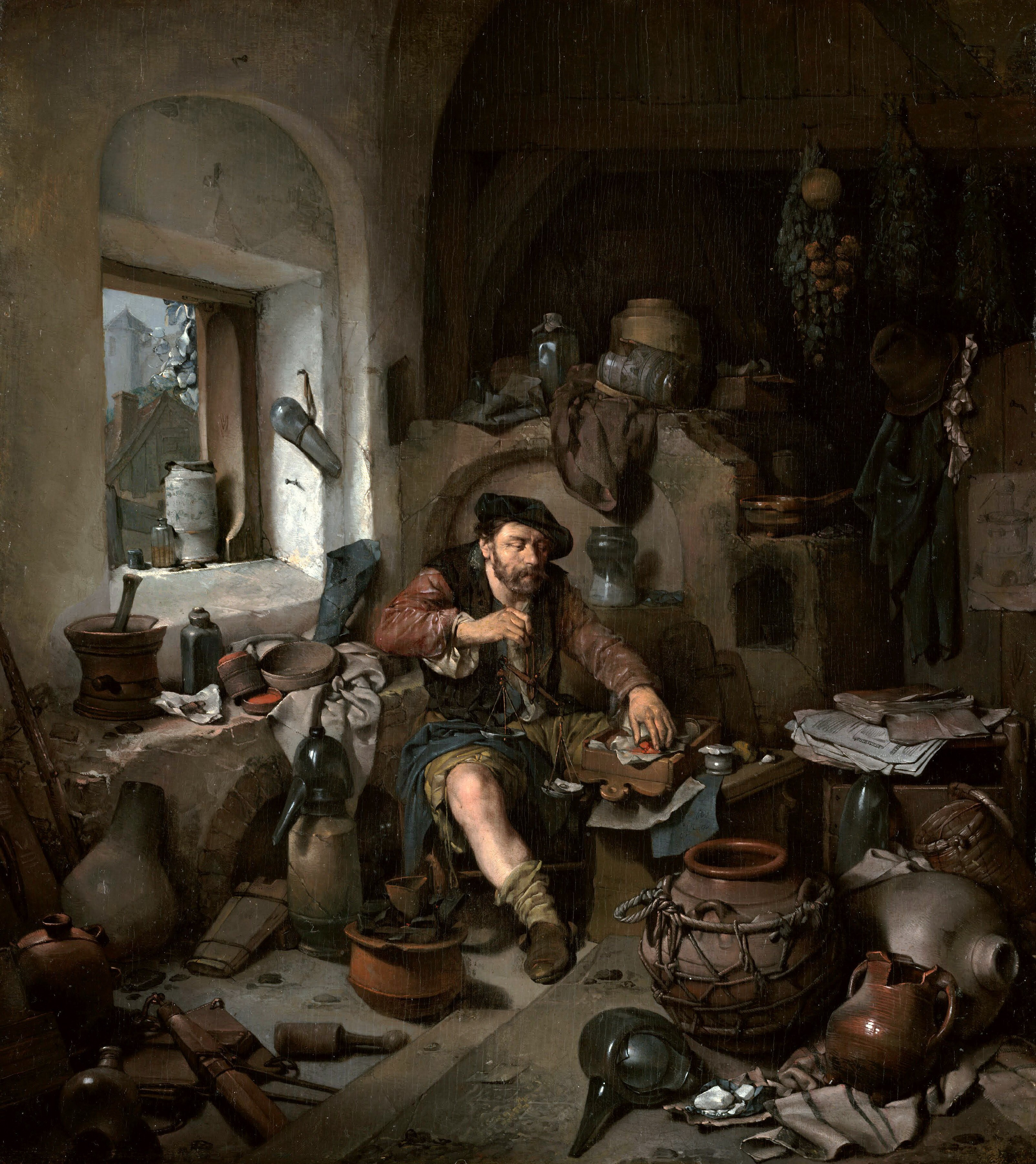
Cornelis Bega, Alchemik (1663)

Cornelis Pietersz. Bega (ur. w 1631 lub 1632 w Haarlemie, zm. 27 sierpnia 1664 tamże) – holenderski malarz, rysownik i akwaforcista.
Był uczniem Adriaena van Ostadego. Być może odbył podróż do Rzymu. W 1653 podróżował po Niemczech i Szwajcarii. Resztę życia spędził w Haarlemie.
Tworzył głównie sceny rodzajowe w stylu Ostadego, przedstawiające karczmy i chłopskie kuchnie, alchemików, astrologów i szarlatanów. Malował też bardziej wytworne sceny mieszczańskie, często o tematyce muzycznej.

## Wybrane dzieła
- Alchemik (1663) – Los Angeles, J. Paul Getty Museum
- Astrolog (1663) – Londyn, National Gallery
- Chłopska rodzina – Berlin, Gemaeldegalerie
- Duet (1663) – Sztokholm, Nationalmuseum
- Kobieta grająca na lutni (1664-65) – Florencja, Uffizi
- Lutnistka (1662) – Berlin, Gemaeldegalerie
- Scena w tawernie (1664) – Budapeszt, Muzeum Sztuk Pięknych
- Taniec w wiejskiej gospodzie (ok. 1655) – Drezno, Gemaeldegalerie
- Wiejski koncert – Bruksela, Musées Royaux des Beaux-Arts